# Brigham (Wisconsin)
Brigham è un comune degli Stati Uniti, situato in Wisconsin, nella Contea di Iowa.